# William Connor Wright
William Connor Wright (* 22. Oktober 1930 in Philadelphia, Pennsylvania; † 4. Juni 2016 in Branford, Connecticut)  war ein US-amerikanischer Autor, Historiker, Übersetzer und Dolmetscher.

## Leben
Wright besuchte die Germantown Friends School und studierte an der Yale University Geschichte. Danach trat er den US-amerikanischen Streitkräften bei und lernte die chinesische Sprache an der Dolmetscherschule in Monterey, Kalifornien. Auf der US-Militärbasis in Okinawa, Japan, sowie auf dem US-Flugzeugträger Oriskany war er als Dolmetscher und Übersetzer tätig. Nach seiner beruflichen Zeit im US-Militär arbeitete Wright als Autor für das US-Magazin Holiday in Philadelphia. Er beendete seine Tätigkeit beim Magazin Holiday und betreute im Auftrag von Gian Carlo Menotti als Manager in den Vereinigten Staaten die Menotti's Spoleto Festivals, die in 10 Veranstaltungen in den Vereinigten Staaten stattfanden. Danach schrieb er als freier Autor für verschiedene Magazine und war dann von 1969 bis 1971 für das US-amerikanische Monatsmagazin Chicago tätig. In den folgenden Jahrzehnten schrieb Wright eine Reihe verschiedener Sachbücher und Biografien.  Viele Jahre wohnte Wright in New York City. Seinen Lebensabend verbrachte Wright in Key West, Florida. Sein langjähriger Lebensgefährte war der Schriftsteller Barry Raine.

## Werke (Auswahl)
- Ball, 1972, Saturday Review Press
- Heiress, the Rich Life of Marjorie Merriweather Post, 1978, New Republic Books
- Rich Relations, Roman, 1980, G.P. Putnam's Sons
- Pavarotti, My Own Story, 1981, Doubleday
- The Von Bulow Affair, 1983, Delacorte Press
- Lillian Hellman, the Image, the Woman, 1986, Simon and Schuster
- All the Pain Money Can Buy: The Life of Christina Onassis, 1991, Simon and Schuster
- Sins of the Father (gemeinsam mit Eileen Franklin), 1991, Crown Publishers
- Pavarotti, My World, 1995, Crown Publishers
- Born that Way, Genes, Behavior, Personality, 1998, Alfred A. Knopf
- Harvard’s Secret Court: The Savage 1920 Purge of Campus Homosexuals, 2005, St. Martin's Press

## Fernsehen
- Songs of Naples, PBS Special-Sendung mit Luciano Pavarotti

## Theater
- The Julia Wars, Lillian Hellman's legal battle with Mary McCarthy
- Dreams and Decay in the Winter Palace

## Rezensionen (Auswahl)
- The Showgirl and Her (Many) Princes Rezension Gold Digger von Constance Rosenblum, 17. Mai 2000, New York Times[2]
- The Love-Hate Themes in Albee’s Life and Work, Rezension Edward Albee biografie von Mel Gussow, 23. August 1999, New York Times[3]
- Why Lillian Hellman Remains, The New York Times, 5. November 1996[4]